# 제1산악사단 (독일 연방방위군)
제1산악사단(第1山岳師團, 독일어: 1. Gebirgsdivision; 1. GebDiv)은 서독의 산악병 사단이다. 제2군단에 딸렸다.
1956년 11월 편성되었을 당시 2개 여단(A8, B8)으로 이루어져 있었다. 1959년 산하 2개 여단이 제22, 23산악여단으로 단대호를 부여받았고, 제24기갑여단이 사단 예하에 배치되었다. 1966년 제24기갑여단이 제24기갑척탄병여단으로 전환되었다. 이 체제가 1981년까지 유지되다가 제24여단이 다시 기갑여단으로 전환되고 제22산악여단이 제22기갑척탄병여단으로 전환되었다. 또 제56향토보호여단도 이 사단 예하에 딸렸다. 사단본부는 바이에른 자유주 가르미슈파르텐키르헨에 있었다.
1989년 기준 사단 장비는 Bo-105 헬리콥터, 레오파르트 1 전차, 게파르트 SP 대공포, 플리거파우스트 1 맨패즈, M110 203 mm SP 곡사포, M109G 155 mm SP 곡사포, LARS 방사포, MARS 방사포, 재규어 SP ATGM, 마르더 장갑차 등이었다.
냉전이 끝물에 접어들면서 제22여단이 우선 1992년 해산되었다. 1994년에는 제24여단이 비활성화되었고, 사단은 제6준비사령부에 통합되었다. 2001년 9월 30일 완전 해산되었다.
1993년 이후 본 사단 예하부대들은 소말리아, 마케도니아, 알바니아, 코소보, 보스니아 등지에서 국제임무에 투입되었다.

## 편제
(1981년 기준)
- 제1산악사단 사단본부부대
  -  제8산포병연대
  -  제8산악방공연대
  -  제8산악기갑대대
  -  제8산악기갑수색대대
  -  제8산악통신대대
  -  제8산악공병대대
  -  제8산악정비대대
  - 제83산악정비대대
  -  제8산악보급대대
  -  제8산악구호대대
  - 제81산악야전보충대대
  - 제82산악야전보충대대
  - 제83산악야전보충대대
  - 제84산악야전보충대대
  - 제85산악야전보충대대
  - 제86산악엽병대대
  - 제87산악엽병대대
  -  제88산악보호대대
  - 제8산악통신교도중대
  -  제8산악육군비행대대
  -  제8산악군악대
- 제22기갑척탄병여단 오베어란트
- 제23산악엽병여단 바이에른
- 제24기갑여단 니더바이에른

## 역대 사단장
1. 준장 한스 부흐너: 1956년-1959년
2. 소장 게오르크 가르트마이어: 1959년-1962년
3. 소장 카를하인츠 비어징: 1962년-1965년
4. 소장 카를 빌헬름 틸로: 1965년-1967년
5. 소장 요아힘 호어바흐: 1967년-1971년
6. 소장 라이너 슈바르츠: 1971년-1971년
7. 소장 에른스트 메츠: 1972년-1975년
8. 소장 미하엘 그라이플: 1975년-1980년
9. 소장 에버하르트 하켄젤너: 1980년-1983년
10. 소장 호르스트 네츨러: 1983년-1986년
11. 소장 위르겐 슐뤼터: 1986년-1990년
12. 소장 프란츠 베르너: 1990년-1995년
13. 소장 라이너 융: 1995년-1998년
14. 소장 디터 헤닝거: 1998년-2000년
15. 소장 케르스텐 라흘: 2000년-2001년

## 참고 자료
- O. W. Dragoner, Die Bundeswehr 1989 Volume 2.1, available here
- John Keegan, World Armies, New York: Facts on File, 1979, ISBN 0-87196-407-4.